# Raheem Edwards
Raheem Edwards (Toronto, Ontario, Canadá, 17 de julio de 1995) es un futbolista canadiense. Juega de centrocampista o defensa y su equipo es el New York Red Bulls de la Major League Soccer. Es internacional absoluto con la selección de Canadá desde 2017.

## Trayectoria

### Toronto FC II
Firmó su primer contrato profesional en el 2015 con el Toronto FC II, el equipo reserva del Toronto FC. Debutó el 28 de marzo contra el FC Montréal. Jugó dos temporadas en el club, donde anotó ocho goles y registró cinco asistencias.

### Toronto FC
Llegó al primer equipo del Toronto FC en junio de 2016 para los encuentros de copa del club. Debutó el 29 de junio de 2016 en el Campeonato Canadiense de Fútbol 2016. Jugó su primer encuentro en la Major League Soccer el 2 de julio de 2016, cuando entró en el minuto 88 en el empate 1-1 en casa ante el Seattle Sounders FC. Firmó con el Toronto FC a comienzos de la temporada 2017.

### Montreal Impact
El 12 de diciembre de 2017, Edwards fue seleccionado por Los Ángeles FC en el Draft de expansión de la MLS 2017. Fue enviado como intercambio junto con Jukka Raitala al Montreal Impact por Laurent Ciman. Debutó con el club ante el Vancouver Whitecaps en el primer encuentro de la temporada 2018, y anotó su primer gol para el club la fecha siguiente al Columbus Crew.

### Chicago Fire
Fue intercambiado al Chicago Fire el 17 de julio de 2018, a cambio de $400,000. Debutó cuatro días después, el 21 de julio, y dio una asistencia a Nemanja Nikolić en la derrota por 2-1 ante su anterior club, el Toronto FC.

### Minnesota United
El 11 de febrero de 2020 fue intercambiado al Minnesota United a cambio de Wyatt Omsberg.

### Los Angeles FC
El 17 de diciembre de 2020 fue seleccionado por Los Angeles FC en el Re-Entry Draft de la MLS 2020.

## Selección nacional

### Juveniles
Debutó con la selección de Canadá sub-23 en los Juegos Panamericanos de 2015, en el encuentro contra Brasil sub-23.
En mayo de 2016 jugó dos amistosos con la sub-23 de Canadá, ante Guyana y Granada, donde anotó en ambos encuentros.

### Adulta
Debutó con la selección de Canadá el 13 de junio de 2017 ante Curaçao. Fue parte del plantel que jugó la Copa de Oro de la Concacaf 2017.

### Participaciones en Copas de Oro
| Copa                            | Sede           | Resultado        |
| ------------------------------- | -------------- | ---------------- |
| Copa de Oro de la Concacaf 2017 | Estados Unidos | Cuartos de final |

## Estadísticas

### Clubes
Actualizado al último partido disputado el 28 de octubre de 2018.
| Toronto FC II · Canadá                                                                                         |               |               |    |    |   |   |   |   |   |    |    |    |
| 2.ª | 2015          | 21            | 2  | -  | - | - | - | - | - | 21 | 2  |    |
| 2.ª | 2016          | 20            | 6  | -  | - | - | - | - | - | 20 | 6  |    |
| 2.ª | 2017          | 1             | 0  | -  | 0 | - | - | - | - | 1  | 0  |    |
| Total club | Total club    | 42            | 8  | 0  | 0 | 0 | 0 | 0 | 0 | 42 | 8  |    |
| Toronto FC · Canadá                                                                                            |               |               |    |    |   |   |   |   |   |    |    |    |
| 1.ª | 2016          | 1             | 0  | 1  | 0 | - | - | 0 | 0 | 2  | 0  |    |
| 1.ª | 2017          | 21            | 1  | 3  | 0 | - | - | 1 | 0 | 25 | 1  |    |
| Total club | Total club    | 22            | 1  | 4  | 0 | 0 | 0 | 1 | 0 | 27 | 1  |    |
| Montreal Impact · Canadá                                                                                       |               |               |    |    |   |   |   |   |   |    |    |    |
| 1.ª | 2018          | 14            | 2  | 0  | 0 | - | - | 0 | 0 | 14 | 2  |    |
| Total club | Total club    | 14            | 2  | 0  | 0 | 0 | 0 | 0 | 0 | 14 | 2  |    |
| Chicago Fire Estados Unidos                                                                                    |               |               |    |    |   |   |   |   |   |    |    |    |
| 1.ª | 2018          | 13            | 1  | 1  | 0 | - | - | 0 | 0 | 14 | 1  |    |
| 1.ª | 2019          | 0             | 0  | 0  | 0 | - | - | 0 | 0 | 0  | 0  |    |
| Total club | Total club    | 13            | 1  | 1  | 0 | 0 | 0 | 0 | 0 | 14 | 1  |    |
| Total carrera                                                                                                  | Total carrera | Total carrera | 91 | 12 | 5 | 0 | 0 | 0 | 1 | 0  | 97 | 12 |
| (1) Incluye datos de la U.S. Open Cup (2016 - 2018) (2) Incluye datos de la postemporada de la Copa MLS (2017) |               |               |    |    |   |   |   |   |   |    |    |    |

### Selección nacional
| Sub-23 · Canadá                                             | 2015          | 0 | 0 | 2 | 0 | 0 | 0 | 2 | 0 |
| Sub-23 · Canadá                                             | 2016          | 2 | 0 | - | - | - | - | 2 | 0 |
| Sub-23 · Canadá                                             | Total         | 2 | 0 | 2 | 0 | 0 | 0 | 4 | 0 |
| Adulta · Canadá                                             | 2017          | 3 | 0 | 0 | 0 | - | - | 3 | 0 |
| Adulta · Canadá                                             | 2018          | 1 | 0 | 0 | 0 | - | - | 1 |   |
| Adulta · Canadá                                             | Total         | 4 | 0 | 0 | 0 | 0 | 0 | 4 | 0 |
| Total carrera                                               | Total carrera | 6 | 0 | 2 | 0 | 0 | 0 | 8 | 0 |
| (1) Incluye los partidos de los Juegos Panamericanos (2015) |               |   |   |   |   |   |   |   |   |

## Palmarés

### Títulos nacionales
| Título                          | Club       | País   | Año  |
| ------------------------------- | ---------- | ------ | ---- |
| Copa MLS                        | Toronto FC | Canadá | 2017 |
| Supporters' Shield              | Toronto FC | Canadá | 2017 |
| Campeonato Canadiense de Fútbol | Toronto FC | Canadá | 2016 |
| Campeonato Canadiense de Fútbol | Toronto FC | Canadá | 2017 |
| Conferencia Este (MLS)          | Toronto FC | Canadá | 2016 |
| Conferencia Este (MLS)          | Toronto FC | Canadá | 2017 |
| Trillium Cup                    | Toronto FC | Canadá | 2016 |
| Trillium Cup                    | Toronto FC | Canadá | 2017 |